# 3 Years, 5 Months and 2 Days in the Life Of...
3 Years, 5 Months and 2 Days in the Life Of... è il primo album in studio del gruppo musicale statunitense Arrested Development, pubblicato il 24 marzo 1992. Lo stesso giorno è stato pubblicato contemporaneamente il primo singolo Tennessee, seguito dai singoli People Everyday e Mr. Wendal.

## Tracce
1. Man's Final Frontier – 2:39
2. Mama's Always on Stage – 3:25
3. People Everyday – 4:57
4. Blues Happy – 0:45
5. Mr. Wendal – 4:06
6. Children Play with Earth – 2:39
7. Raining Revolution – 3:25
8. Fishin' 4 Religion – 4:06
9. Give a Man a Fish – 4:22
10. U – 4:59
11. Eve of Reality – 1:42
12. Natural – 4:18
13. Dawn of the Dreads – 5:17
14. Tennessee – 4:32
15. Washed Away – 6:24